# Offutt Pinion
Offutt Pinion (Floyd County, 23 marzo 1910 – Contea di Contra Costa, 30 settembre 1976) è stato un tiratore a segno statunitense.

## Palmarès

### Olimpiadi
- 1 medaglia:
  - 1 bronzo (Melbourne 1956 nella pistola 50 metri)